# 박건우 (2001년)
박건우(2001년 8월 9일~)는 대한민국의 축구 선수로, 포지션은 수비수이다. 현재 충북 청주 FC 소속이다.